# Jorge Island
Jorge Island (spanisch Isla Jorge) ist eine kleine Insel im Archipel der Südlichen Shetlandinseln. In der Gruppe der Aitcho-Inseln in der English Strait liegt sie 800 m südöstlich des Passage Rock.
Die Benennung erfolgte durch Teilnehmer der 4. Chilenischen Antarktisexpedition (1949–1950). Namensgeber ist Jorge Duarte, Sohn von José Duarte, dem Kapitän des Schiffs Lautaro bei dieser Forschungsreise. Das UK Antarctic Place-Names Committee übertrug diese Benennung im Jahr 1971 ins Englische.